# 리케이온

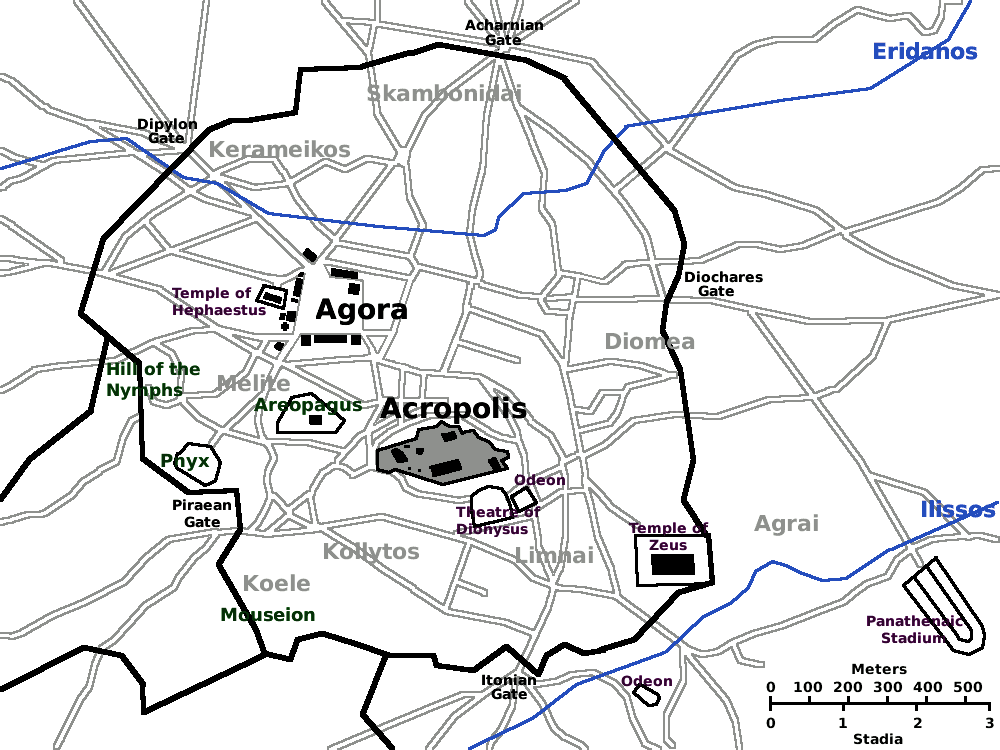
고대 아테네의 지도. 오른쪽 아래의 파나티나이코 경기장 근처에 리케이온이 있었다.

리케이온(고대 그리스어: Λύκειον, Lykeion)은 고대 그리스의 체육장이자 이전에는 고대 아테네의 숲 속에 있던 공공 모임 장소였다. 리케이온이란 이름은 그들의 수호신인 아폴론 리케이오스(Ἀπόλλων Λύκειος)를 기리기 위해 붙여진 것이다. 아리스토텔레스와의 관계로 가장 잘 알려져 있으나, 기원전 334년 또는 335년 아리스토텔레스가 그곳에 소요학파를 세우기 전에도 오랫동안 존재하였고 기원전 323년 아리스토텔레스가 아테네로부터 망명한 이후 기원전 86년 로마의 장군인 술라가 아테네를 약탈할 때까지 존속하였다.

## 같이 보기
- 미에자
- 아카데메이아
- 테오프라스토스